# 額隆

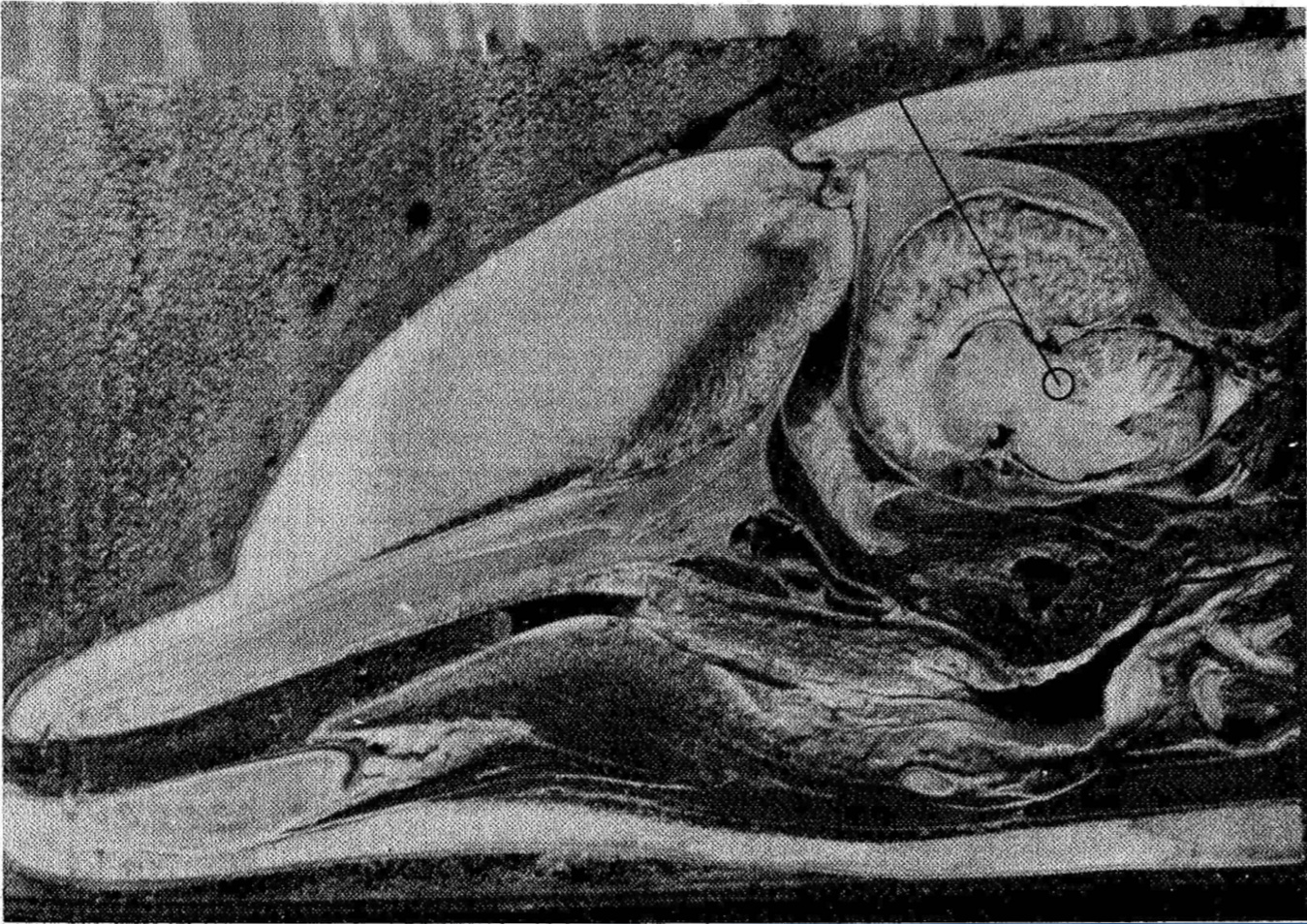
海豚頭部剖面圖，額隆就位於上顎的上方

額隆（英語：melon）是齒鯨頭頂前方的脂肪組織，一般認為可以用來集中聲波，是齒鯨用來溝通以及回聲定位的重要器官，可以協助探索周遭環境，或是尋找躲藏的獵物。鬚鯨不具有額隆，也不具有回聲定位的能力。

## 描述
額隆屬於鼻腔的一部分，所在位置大約於吻端至噴氣孔之間，主要成分為三酸甘油酯與蠟酯。目前科學家尚未完全明白額隆的功用，但他們認為與生物聲學相關，額隆組織的密度近似於水，因此發出的聲波能以能量損失最小的形式向外傳布出去，協助回聲定位。曾經也有科學家認為額隆能提供鯨魚一定的浮力，不過這個理論現今早已認為不大可能。
抹香鯨擁有最大體積的頭部，然而其額隆已經退化。抹香鯨的頭部具有兩個腔室，其中一個為鯨油器，另一個則稱為「Junk」。鯨油器內充滿鯨蠟，功能類似額隆，但並不是額隆的同源器官。而「Junk」實質上才是額隆的同源器官。